# Spanyol agár
A spanyol agár egy spanyol kutyafajta.

## Eredete
Andalúzia és Kasztília vidékeiről származik, ahol már évszázadok óta tenyésztik a spanyolok. Nagyon büszkék rá. Őse valószínűleg a spanyol kopó.

## Megjelenése
- Marmagassága: 55–70 cm
- Súlya: 14–22 kg

Nagy termetű, izmos kutya. Feje hosszúkás, koponyája lapos, közepesen széles, enyhe stopja van. Szeme sötétbarna, füle kicsi hátrabicsakló. Mellkasa mély, hasa felhúzott, háta egyenes. Farka hosszú, vékony, vége visszahajlik. Végtagjai egyenesek, szikárak, izmosak. Van rövid és szálkás szőrű változata is. Színe lehet vörös, fekete maszkkal, fekete, rozsdaszínű vagy csíkos, leginkább fehér jegyekkel.

## Viselkedése
Remek vadász, kecses, kitartó, büszke, tartózkodó, hazáján kívül nagyon ritka, agárversenyeken sem szokott szerepelni.

## Alkalmazása
Ezer éven át a legnépszerűbb vadászkutya volt Spanyolországban. Manapság kedvtelésből tartják.

## Egyéb adatok
- Alomszám: 5-7 kölyök
- Várható élettartam: 10-14 év